# Слоник листовой грушевый
Сло́ник листово́й гру́шевый (лат. Phyllobius pyri) — вид жуков-долгоносиков из подсемейства Entiminae. Длина тела взрослого насекомого 5—6,5 мм. Тело коренастое, с широкими надкрыльями, чёрное. Усики и ноги рыжие, булава усиков и большей частью бёдра темнее либо чёрные, реже ноги и усики полностью чёрные. Развиваются на плодовых деревьях, дубе, буке и некоторых других лиственных деревьев, питаясь на листьях. Надкрылья параллельносторонние; чешуйки на них большей частью зелёные или светло-серые со слабым металлическим бронзовым или красноватым отливом; на надкрыльях нет длинных торчащих волосков, в тонких волосовидных прижатых чешуйках, редко почти голые.

## Классификация
Выделяют следующие подвиды:
- Phyllobius pyri italicus Solari & Solari, 1903
- Phyllobius pyri pyri (Linnaeus, 1758)
- Phyllobius pyri reicheidius Desbrochers, 1873